# Hurleyville (New York)
Hurleyville est une census-designated place du comté de Sullivan, dans l'État de New York, aux États-Unis. En 2020, elle compte une population de 519 habitants.